# Sport in Kroatien

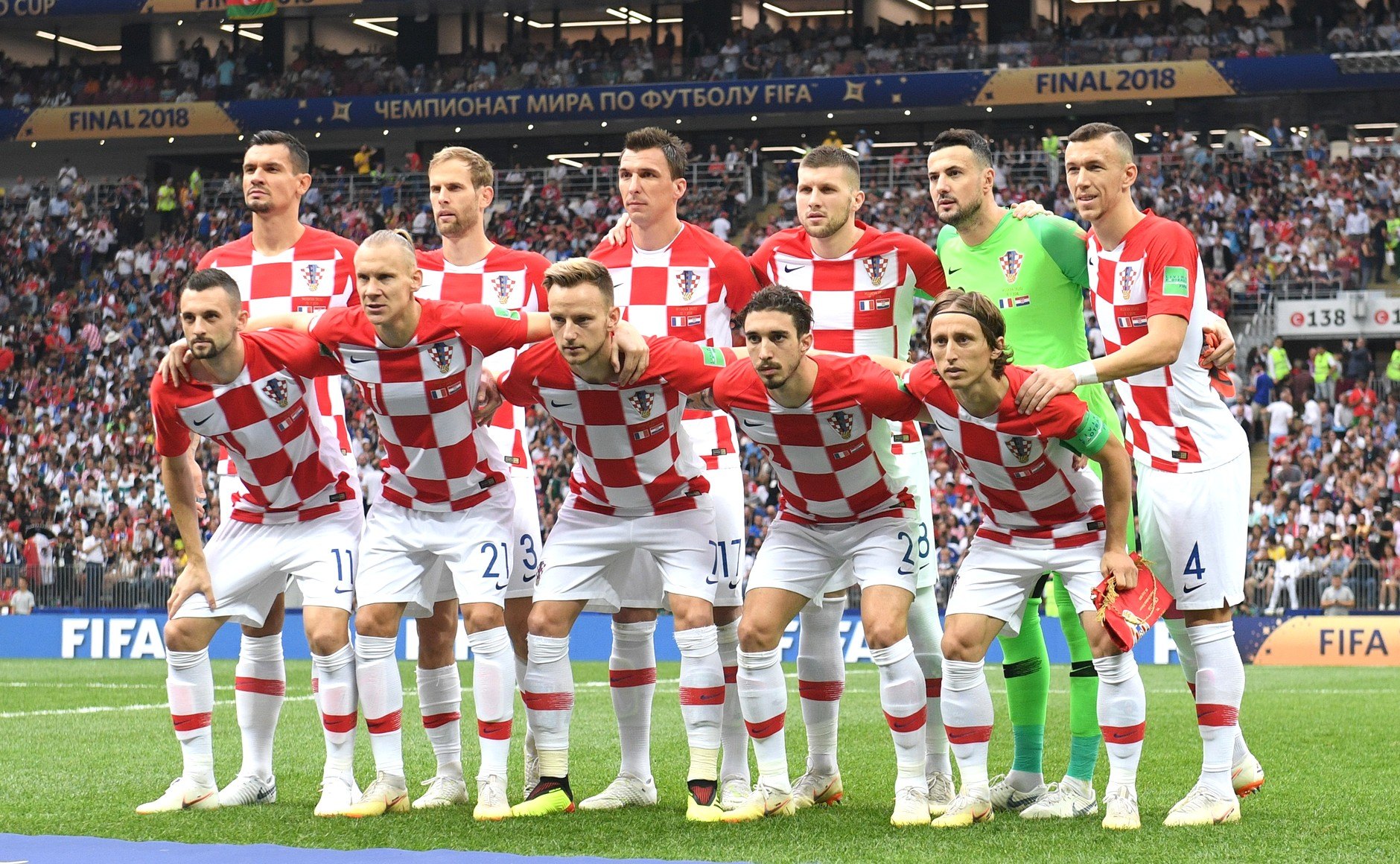
Kroatische Fußballmannschaft (2018)

Trotz seiner verhältnismäßig geringen Bevölkerungszahl kann Kroatien im Sport viele Erfolge aufweisen. Man könnte angesichts der Vielzahl an internationalen Erfolgen und der damit verbundenen Verbreitung eines positiven Images Kroatiens behaupten, dass die kroatischen Sportler oft als die besten Botschafter dieses kleinen Landes in der Welt gelten. Zu den größten Erfolgen kroatischer Nationalmannschaften zählen die Zweitplatzierung bei der Fußball-Weltmeisterschaft 2018 in Russland, Drittplatzierung bei der Fußball-Weltmeisterschaft 1998 in Frankreich und Fußball-Weltmeisterschaft 2022 in Katar, der Sieg der Handballer bei den Olympischen Spielen 1996 in Atlanta und 2004 in Athen (wie auch der Sieg bei der Handball-Weltmeisterschaft 2003 in Portugal), die Silbermedaille für die Basketballer bei den Olympischen Sommerspielen 1992 in Barcelona, die Silbermedaille für das Wasserball-Nationalteam bei den Olympischen Spielen 1996 in Atlanta, wie auch der Sieg bei den Wasserball-Weltmeisterschaften 2007, die Goldmedaille bei den Olympischen Spielen 2012 sowie die Silbermedaille im Rudern für das Gebrüderpaar Nikša und Siniša Skelin in Athen 2004 (Zweier ohne Steuermann). Das kroatische Tennis-Nationalteam war 2005 Davis Cup Gewinner. Die kroatische Fußballnationalmannschaft hat sich bereits zum vierten Mal seit Erlangung der Unabhängigkeit 1991 für die Weltmeisterschafts-Endrunde qualifiziert. Näheres unter: Fußball-Weltmeisterschaft 2006 in Deutschland.
Bei den Kurzbahneuropameisterschaften 2007 der Schwimmer im ungarischen Debrecen stellt Sanja Jovanović über 50 Meter Rücken einen neuen Weltrekord auf.
Viele kroatische Einzelsportler beweisen kontinuierlich sportliche Spitzenleistungen. Zu den größten einzelsportlichen Leistungen zählen der Wimbledon-Sieg von Goran Ivanišević 2001 im Tennis, die Silbermedaille im Schwimmen für Duje Draganja bei den Olympischen Sommerspielen 2004 in Athen (50 Meter Freistil), sowie der Dreifach-Olympiaerfolg von Janica Kostelić bei den Olympischen Winterspielen 2002 in Salt Lake City (Kombination, Slalom, Riesenslalom; Silber im Super-G). Die Diskuswerferin Sandra Perković gewann bei den Olympischen Spielen 2012 in London und 2016 in Rio die Goldmedaille.

## Berühmte kroatische Sportler
In den folgenden Disziplinen waren kroatische Sportler besonders erfolgreich:
| Fußball:      |  | Davor Šuker, Robert Prosinečki, Zvonimir Boban, Dado Pršo, Robert Kovač, Dario Šimić, Ivan Klasnić, Igor Tudor, Branko Zebec, Stjepan Bobek, Zlatko Čajkovski, Alen Bokšić, Mario Stanić, Mladen Petrić, Robert Jarni, Darijo Srna, Mario Mandžukić, Luka Modrić, Ivica Olić |
| Handball:     |  | Patrik Ćavar, Ivano Balić, Petar Metličić, Vlado Šola, Mirza Džomba, Goran Šprem, Blaženko Lacković, Zlatan Saračević, Hrvoje Horvat, Irfan Smajlagić, Mirko Bašić, Igor Vori, Domagoj Duvnjak                                                                               |
| Ski Alpin:    |  | Janica Kostelić, Ivica Kostelić, Nika Fleiss, Ana Jelušić |
| Tennis:       |  | Željko Franulović, Goran Ivanišević, Goran Prpić, Iva Majoli, Ivan Ljubičić, Mario Ančić, Nikola Pilić, Ivo Karlović, Marin Čilić |
| Basketball:   |  | Dražen Petrović, Toni Kukoč, Dino Rađa, Danira Nakić, Krešimir Ćosić |
| Wasserball:   |  | Dubravko Šimenc, Perica Bukić, Igor Hinić, Ratko Rudić, Miho Bošković, Maro Joković |
| Schwimmen:    |  | Đurđica Bjedov, Gordan Kožulj, Duje Draganja, Miloš Milošević |
| Rudern:       |  | Nikša Skelin, Siniša Skelin, Matija Ljubek |
| Segeln:       |  | Mate Arapov, Karlo Kuret |
| Hochsprung:   |  | Blanka Vlašić |
| Volleyball:   |  | Barbara Jelić Ružić |
| Tischtennis:  |  | Zoran Primorac, Dragutin Šurbek, Tamara Boroš, Antun Stipančić, Žarko Dolinar |
| Schach:       |  | Zdenko Kožul |
| Gewichtheben: |  | Nikolaj Pešalov |
| Fechten:      |  | Milan Neralić |
| Boxen:        |  | Ivo Prebeg, Marijan Beneš, Željko Mavrović, Mate Parlov, Stipe Drews, Anton Josipović |
| Kickboxen:    |  | Mladen Steko, Pavlica Steko |
| Full Contact: |  | Mirko "Cro Cop" Filipović, Branko Cikatić |
| Diskuswurf:   |  | Sandra Perković |
| Speerwurf:    |  | Sara Kolak |
| Turnen:       |  | Tin Srbić |

## Sportliche Veranstaltungen
- 1934 Balkanspiele in Zagreb
- 1971 Balkanspiele in Zagreb
- 1976 Fußball-Europameisterschaft (Austragungsorte Zagreb und Belgrad)
- 1979 Mittelmeerspiele in Split
- 1981 Schwimmeuropameisterschaften in Split
- 1987 Universiade in Zagreb
- 1989 Basketball-Europameisterschaft der Herren
- 1990 Leichtathletik-Europameisterschaften in Split
- 1990 Motorrad-Weltmeisterschaft im Automotodrom Grobnik nahe Rijeka
- 2003 Handball-Weltmeisterschaft der Frauen 2003
- 2005 Volleyball-Europameisterschaft der Frauen in Zagreb und Pula
- 2007 Tischtennisweltmeisterschaft im Einzel in Zagreb
- 2009 Handball-Weltmeisterschaft der Männer 2009 in den Städten Zagreb, Split, Osijek, Varaždin, Zadar und Poreč
- 2010 IAAF Leichtathletik-Weltcup in Split
- 2013 Eiskunstlauf-Europameisterschaften in Zagreb

## Inklusion
Special Olympics Kroatien wurde 1992 gegründet und nahm mehrmals an Special Olympics Weltspielen teil. Der Verband hat seine Teilnahme an den Special Olympics World Summer Games 2023 in Berlin angekündigt. Die Delegation wird vor den Spielen im Rahmen des Host Town Programs von Barth betreut.